# المجلس التشريعي الفلسطيني

شرح لتكوين المجلس التشريعي الفلسطيني الحالي في آخر انتخابات في 2006.

المجلس التشريعي الفلسطيني هو أحد مؤسسات السلطة الوطنية الفلسطينية. يرأسه الدكتور عزيز دويك، تم تأسيسه بناء على إعلان المبادئ واتفاقية أوسلو الموقعة بين منظمة التحرير الفلسطينية والحكومة الاسرائيلية. ولقد تأسس المجلس في عام 1996م، على إثر الانتخابات التشريعية والرئاسية التي جرت في بداية ذلك العام. ويقوم المجلس التشريعي الفلسطيني بمهام البرلمان حيث أنيطت به مسؤولية سن القوانين والرقابة على السلطة التنفيذية.

## تاريخ المجلس

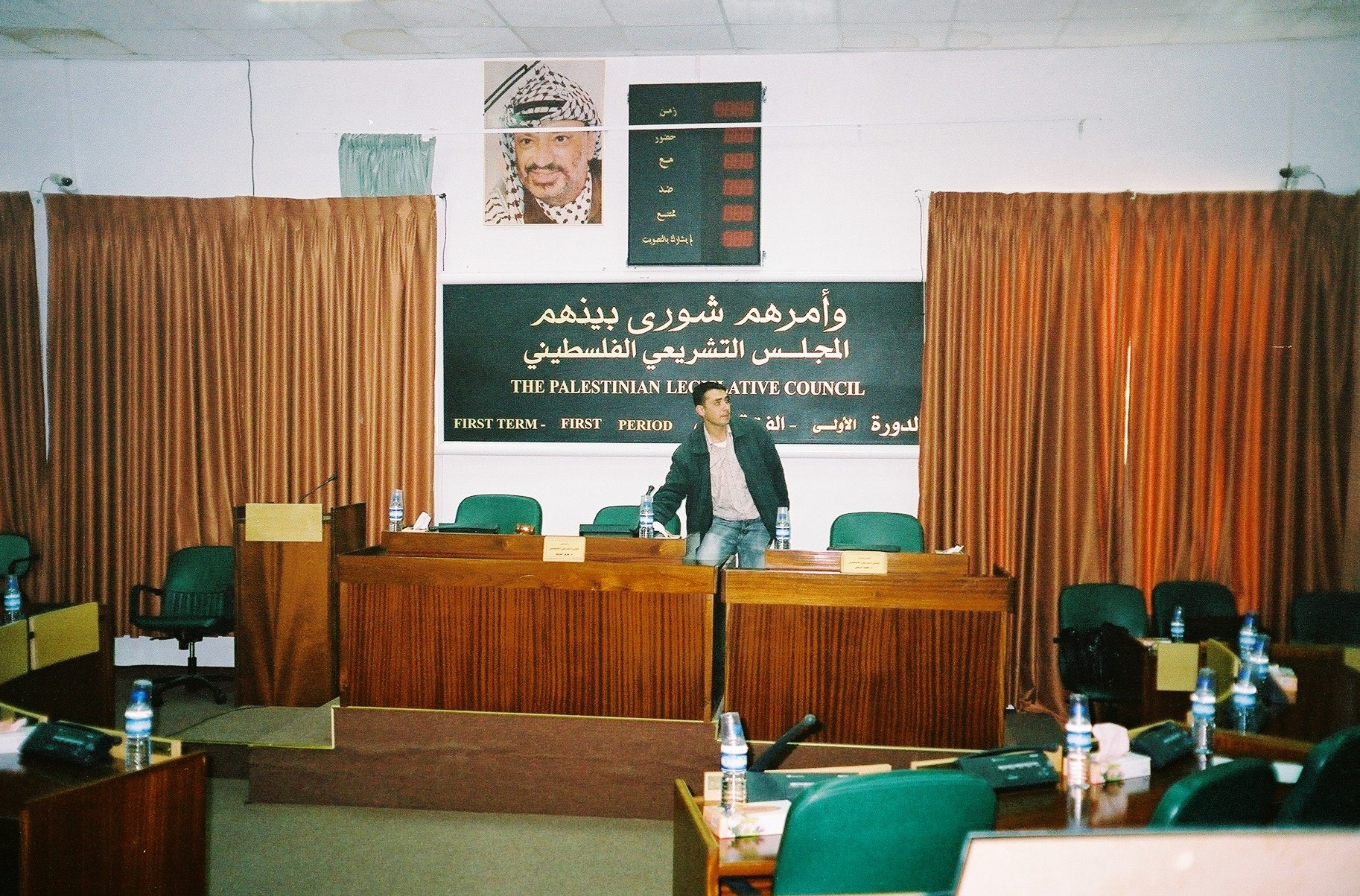
داخل المجلس التشريعي الفلسطيني، 2006

تعد تجربة السلطة الوطنية الفلسطينية أول تجربة حكم ذاتي للفلسطينيين. حيث قامت السلطات الإسرائيلية بإدارة المناطق الفلسطينية المحتلة من خلال الإدارة المدنية الإسرائيلية. تضمن إعلان المبادئ التزاماً إسرائيلياً بحل الإدارة المدنية، وكان لزاماً على الطرفين إيجاد جسم تناط به مسؤولية إدارة المناطق الخاضعة لسلطة هذه الإدارة. وبذلك تم الاتفاق على إنشاء مجلس يتم انتخابه من الفلسطينيين القاطنين في الضفة الغربية وقطاع غزة.

### نشأة المجلس
ظهرت فكرة المجلس التشريعي في اتفاقية إعلان المبادئ الموقعة بين منظمة التحرير الفلسطينية وحكومة إسرائيل، حيث نصت الاتفاقية على إنشاء مجلس حكم ليملاً الفراغ الناتج عن انسحاب القوات الإسرائيلية من بعض المناطق الفلسطينية المحتلة.
ونصت الاتفاقية المؤقتة المعروفة بأوسلو 2، على أن يتكون هذا المجلس من 83 عضواً بالإضافة إلى «الرئيس». بحسب هذه الاتفاقية كان يتعين على المجلس أن يقوم بالوظيفتين التشريعية والتنفيذية للسلطة الوطنية الفلسطينية.
إلا أن قانون الانتخابات الفلسطيني رقم 13 لعام 1995 والذي أصدره الرئيس الراحل ياسر عرفات لتنظيم العملية الانتخابية، حدد أعضاء المجلس ب83 عضواً، وفصل أحكاماً مختلفة لاختيار المرشح الذي سيشغل منصب «الرئيس».

## تكوين المجلس
يتألف المجلس التشريعي من 132 عضوا يتم اختيارهم عن طريق الانتخاب الحر من فلسطينيي الضفة الغربية (تشمل القدس الشرقية) وقطاع غزة.
يتكون المجلس من هيئة رئاسة المجلس التي تتكون بدورها من رئيس المجلس ونائبين له وأمين سر، وجرى العرف أن يتم انتخابهم من بين أعضاء المجلس في أول دورة برلمانية لمدة عام كامل. إضافة إلى عدة لجان تنتظم نشاطات الأعضاء.

## مهام المجلس

### المهمة التشريعية
يقوم المجلس التشريعي الفلسطيني بسن قوانين تنظم الإدارة العامة والأمور المالية والاقتصادية. من أهم القوانين التي أقرها وصادق عليها ياسر عرفات نجد:
- قانون انتخاب مجالس الهيئات المحلية.
- قانون سلطة النقد وتشجيع الاستثمار في فلسطين.
- قانون تنظيم الموازنة العامة والشؤون المالية.
- قانون لتنظيم التعليم العالي الفلسطيني.
- قانون حماية الثروة الحيوانية.
- قانون الخدمة المدنية.
- قانون تنظيم مهنة المحاماة والجمعيات الخيرية والهيئات الأهلية إضافة إلى تنظيم الاجتماعات العامة.

### المهمة السياسية
يلعب المجلس دورا سياسيا يمثل في بحث الوضع السياسي بصورة عامة والدفاع عن حقوق الشعب الفلسطيني ودعم جهود السلطة التنفيذية والمفاوض الفلسطيني في قضايا القدس واللاجئين والاستيطان وإطلاق سراح الأسرى من السجون الإسرائيلية.

### المهمة الرقابية
يقوم المجلس كمراقبة الحكومة ومؤسساتها الرسمية فيقوم بمنح الثقة وحجبها عن الحكومة. وقد منح المجلس الثقة للحكومة مرتين عامي 1996 و1998 وطالب بتعديل وزاري عام 1997. وأقر الموازنة العامة في الأعوام 1997 و1999 و2000. ويشارك المجلس في وضع السياسة العامة للسلطة ومراجعة الخطط والاتفاقيات وإقرارها.

## رؤساء المجلس التشريعي
- أحمد قريع، منذ يناير 1996 وحتى 3 نوفمبر 2003.
- رفيق النتشة، منذ 3 نوفمبر 2003 وحتى 10 مارس 2004.
- روحي فتوح، منذ 10 مارس 2004 وحتى 11 نوفمبر 2004.
- حسن خريشة، منذ 11 نوفمبر 2004 وحتى 15 يناير 2005.
- روحي فتوح، منذ 15 يناير 2005 وحتى 18 فبراير 2006.
- عزيز دويك، منذ 18 فبراير 2006 وحتى حل المجلس في 23 ديسمبر 2018.

## وصلات خارجية
- الموقع الرسمي